# La zona de Tarkovsky
La zona de Tarkovsky és una documental espanyol del 2008 dirigit per Salomón Shang Ruiz, en el qual també és coguionista, director de fotografia i editor, basada els desitjos que tenia el cineasta rus Andrei Tarkovski d'entendre la vida a través del cinema.Fou rodada en italià i en rus.

## Sinopsi
La pel·lícula explica, de manera seriosa i documentada, a través dels protagonistes de la pel·lícula Solaris, basada en la novel·la homònima Stanislav Lem, el desitjos cinematogràfics del director Andrei Tarkovski per entendre la vida a través del cel·luloide, mostrant-lo ni tan excèntric ni tan descurat com creuen alguns.

## Nominacions
Fou exhibida al Buenos Aires Festival Internacional de Cinema Independent (BAFICI) Fou nominada al Gaudí a la millor pel·lícula documental de 2009.